# Humanae vitae
Humanae vitae (slovensko: Posredovanje človeškega življenja) je papeška okrožnica, ki jo je napisal papež Pavel VI. leta 1968.
V okrožnici je papež ponovno izpostavil nauk katoliške Cerkve glede splava, kontracepcije in drugih vprašanj glede človeškega življenja. Okrožnica je naletela pri družbenih občilih ali medijih na veliko pozornost. Mesce pred objavo so mediji ugibali in pričakovali, da bo ta dokument morda spremenil stališče katoliške Cerkve o kontracepciji. Ko so se leta 1960 pojavile kontracepcijske tablete, je papež blaženi Janez XXIII. leta 1963 na predlog koncilskih očetov osnoval komisijo šestih evropskih strokovnjakov z namenom, da bi preučevali vedno bolj pereče vprašanje družinskega načrtovanja. Člani komisije, mediji in mnogi ljudje tudi znotraj katoliške Cerkve so pričakovali, da bo papež sprejel njihovo mnenje, ki je bilo naklonjeno uporabljanju kontracepcije. To se vendarle ni zgodilo; okrožnica je namreč potrdila dotedanje stališče. Odklonilno mnenje o kontracepciji je izrazil že papež blaženi Pij IX. sredi 19. stoletja, ko se je to vprašanje pojavilo. Moralno učenje okrožnice temelji na katoliškem učenju, na posnemanju Jezusa Kristusa in na naravnem moralnem zakonu. Cerkev uči, da obstaja naravni nravni zakon, katerega je Stvarnik »vpisal v srce slehernemu človeku«. Izraža izvirni naravni moralni čut, ki človeku pomaga ločevati dobro od hudega. Cerkev ga ima za splošnega in nespremenljivega.
O zakonski ljubezni je papež napisal, da je ljubezen čisto posebna oblika osebne skupnosti, v kateri mož in žena velikodušno delita vse, ne misleč le nase. Kdor resnično ima rad svojega zakonskega tovariša, ga ljubi ne le zaradi tega, kar dobiva, ampak ga ima rad zaradi njegove dobrobiti.
Papež Pavel VI. je imenoval kontracepcijo znamenje sebičnosti v družbi in izražanje neodgovornega vedenja. V okrožnici je poudarjeno, da sta zakonska partnerja sodelavca z Bogom pri ustvarjanju in vzgoji novih človeških življenj. Spolni odnos v zakonu mora biti združevalen in odprt za novo življenje. Glavna napaka kontracepcije je v tem, da postavlja oviro Božjemu delovanju pri ustvarjanju novih človeških bitij. Uporaba umetnih kontracepcijskih ali protispočetnih sredstev je smrtni greh. Če obstajajo pametni razlogi, Cerkev dopušča uporabo naravnih metod pri družinskem načrtovanju, kot je npr. Billingsova ovulacijska metoda, ki je danes razširjena že po vsem svetu. Njo je priporočala v prid naravnega družinskega načrtovanja tudi blažena Mati Tereza. Med najuspešnejše pobudnike naravnega načrtovanja družine na temelju učenja Katoliške Cerkve in še posebno okrožnice Humanae vitae spada dr. med. Anton Lisec.
Papež je opozoril, da ima lahko uporaba kontracepcije mnogo slabih posledic. Izrazil je bojazen, da bo razširjenost kontracepcije privedla do povečanega števila prešuštev in nezvestobe v zakonu ter do širjenja nemoralnosti. Moški, ki so navajeni na kontracepcijo, so po njegovem mnenju v nevarnosti, da gledajo v ženski predmet zadovoljitve poželenja in da prenehajo gledati v njej tovarišico, ki zasluži nežnost in pozornost. Seveda velja tudi obratno.
Papež Pavel VI. je omenil pisanje v sodobnih medijih, ki so v nasprotju s cerkvenim učenjem. Cerkve ne preseneča, da je postala kot njen utemeljitelj Jezus - »znamenje nasprotovanja«. 
Mnogi danes to okrožnico imenujejo preroško in pogumno dejanje, kajti vse to, kar je v njej papež predvideval, de je danes uresničilo. Vendar ga je ta odločitev stala veliko notranjih bojev. O svojem mučnem položaju se nam Pavel VI. sam izpoveduje: »Predvsem smo čutili težko odgovornost. Ta občutek nas je vpeljal v žarišče vprašanja in nas v njem držal ves čas štiriletnega preučevanja in pripravljanja okrožnice. Zaupamo vam, da nam je ta odgovornost povzročila mnogo trpljenja. Nikoli nismo bolj občutili breme naše službe kakor v okoliščinah reševanja tega problema. Preučevali smo, brali in se pogovarjali, kolikor nam je bilo mogoče. Mnogo smo molili. Nekatere okoliščine te zadeve so vam znane. Morali smo odgovoriti Cerkvi in vsemu človeštvu."

Papež spodbuja vernike, da naj črpajo ljubezen in milost iz evharistične skupnosti z Jezusom, kar jim bo pomagalo vztrajati v dobrem. Tistim, ki so padli, pa priporoča kesanje in spoved.
Poznejši papež Janez Pavel II., tedanji krakovski nadškof Karel Wojtiła, je sodeloval v nastajanju te okrožnice s svojimi razmišljanji in komentarji, preden je bila enciklika službeno objavljena, čeprav mu poljske komunistične oblasti niso dovolile potovanja v Rim. Po mnenju nekaterih poznavalcev bi marsikatera negativna in burna poznejša reakcija in kritika ne le zunaj, ampak tudi znotraj Cerkve izostala, če bi bila okrožnica upoštevala več njegovih predlogov. Videti je, da niti sam Pavel VI., ki je kot milanski nadškof Giovanni Montini bil zelo popularen, ni pričakoval toliko negativnih odzivov zlasti znotraj Cerkve. Tudi v zvezi s tem je omenil: »Drugi vatikanski zbor je odprl okna Cerkve, noter pa je vdrl hudičev dim zmote in zablode.« To je poslednja velika enciklika papeža Pavla VI., čeprav je bil papež še deset let. Po objavi te okrožnice (do 6. avgusta 1978) je pa napisal še nekaj manjših enciklik in spodbud. Isto učenje, kot je podano v Humanae vitae, je potrdil v eni od svojih prvih pisem že omenjeni papež Janez Pavel II. v apostolski spodbudi Familiaris Consortio (Family partnership, Družinsko občestvo), ki jo je objavil 22. novembra 1981. Pisanje tega postsinodalnega dokumenta se je zavleklo zaradi posledic atentata, ko je nanj streljal Turek Ali Agça 13. maja 1981. leta in ga hudo ranil na Trgu Svetega Petra v Rimu.
Papež Janez Pavel II. (1978–2005) govori tudi o področjih, ki jih je obdelal v „Humanae vitae” njegov predhodnik Pavel VI. Vendar ni bilo kritik.
Če je dal učenju novega papeža tako pohvalo laični komentator, je posredno dal veliko priznanje tudi učenju papeža Pavla VI. v okrožnici Humanae vitae. To pa kaže tudi na to, da so bile svetovne razmere v letu 1981 v (delavskem) svetu precej drugačne od tistih nemirnega in oporekovalskega leta 1968. Ne smemo pozabiti, da je Sovjetska zveza s pomočjo komunističnih satelitov s silo zatrla „Češkoslovaško pomlad” šele kak mesec po izidu okrožnice Pavla VI. Glede razlage in sprejemanja nauka Humanae vitae in rednega cerkvenega učiteljstva pa moramo še dodati, da je sklicevanje na vest po nauku te okrožnice za katoličana možno le tedaj, če o zadevi nima na voljo jasnega nauka svetega pisma in ustnega izročila. Absolutno sklicevanje na vest je protestantovsko načelo.